# Wiener Sezession

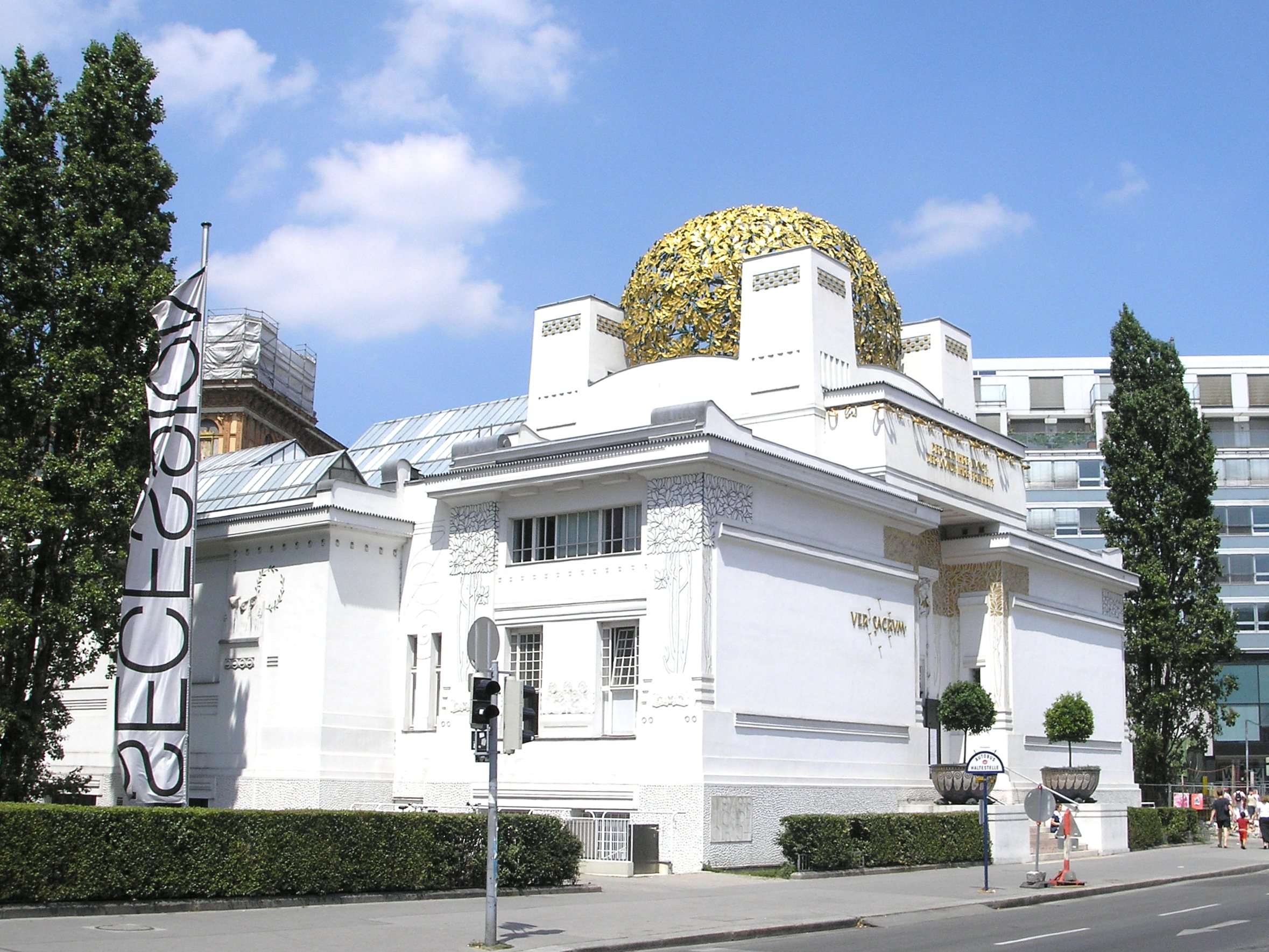
Wiener Sezessions utställningsbyggnad i Wien.

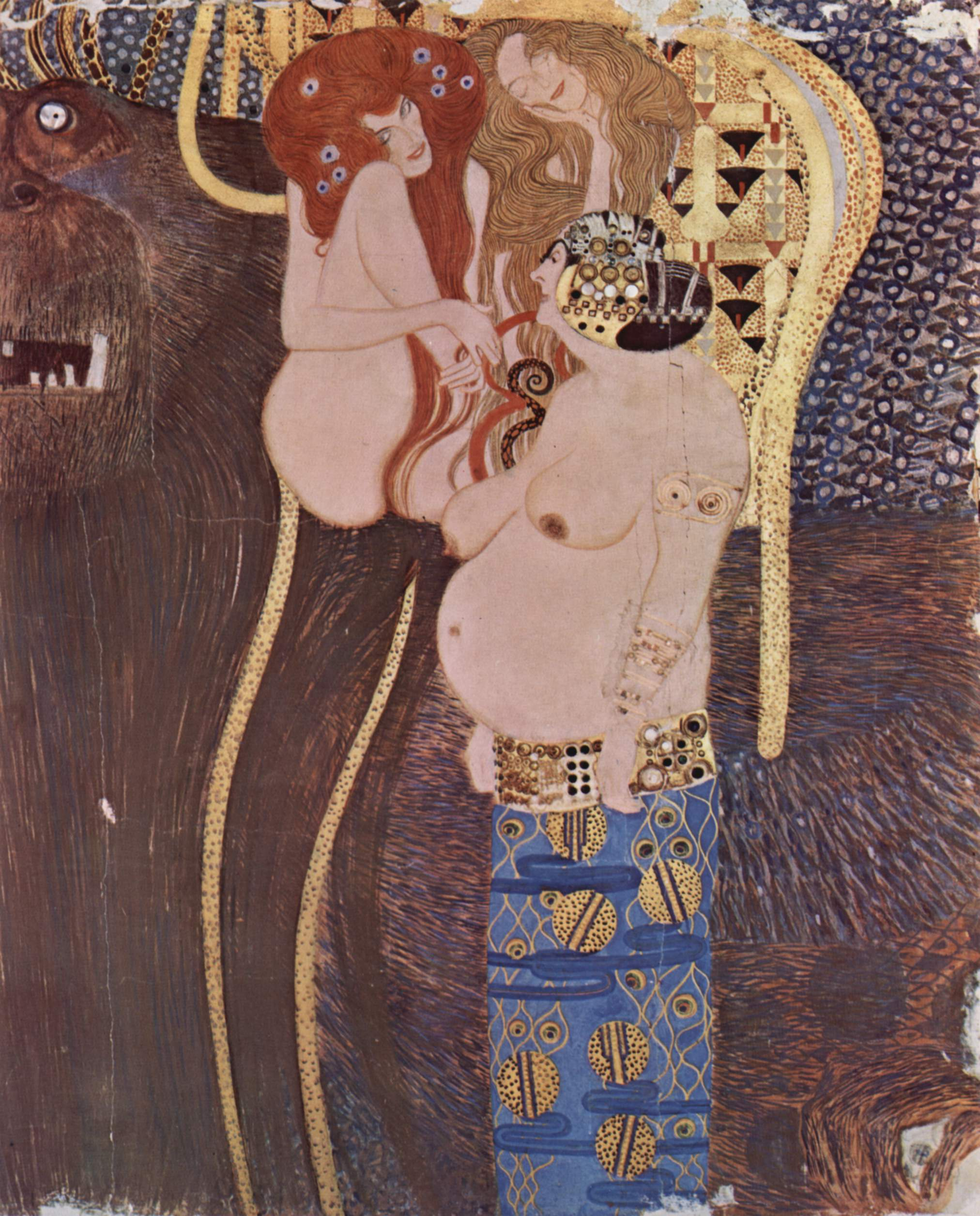
Beethovenfrisen, av Gustav Klimt, finns på utställningsbyggnadens nedre våning.

Wiener Sezession, även Wiener Secession eller Wiensecessionen, var en sammanslutning av konstnärer som företrädde den österrikiska varianten av jugendstilen. Sammanslutningen grundades 1897 i Wien.

## Historia
Wiener Sezession grundades den 3 april 1897 av konstnärerna Gustav Klimt, Koloman Moser, Josef Hoffmann, Joseph Maria Olbrich, Max Kurzweil, Josef Engelhart, Ernst Stöhr, Wilhelm List med flera. Olbrich var även arkitekt för Wiener Sezessions utställningsbyggnad som uppfördes i Wien 1898. Även Otto Wagner är allmänt erkänd som en av de viktigaste medlemmarna men han tillhörde inte grundarna. Konstnärer protesterade mot den rådande konservatismen inom Wiens Künstlerhaus. Innan sammanslutningen grundades hade redan liknande secessioner bildats i Berlin och München.[källa behövs]
Wiener Sezession blev känd för sina utställningar vilka bland annat gjorde fransk impressionism bekant för Wiens allmänhet. Den 14:e utställningen, ritad av Josef Hoffmann och tillägnad Ludwig van Beethoven, blev särskilt berömd. En staty av Beethoven av Max Klinger stod i centrum, med Klimts Beethovenfris monterad runt den.

## Andra konstnärer inom Wiener Sezession (i urval)
- Julius Exter
- Otto Friedrich
- Richard Gerstl
- Albert Paris Gütersloh
- Max Fabiani
- Oskar Kokoschka
- Jože Plečnik
- Carl Moll
- Egon Schiele
- Malva Schalek
- Othmar Schimkowitz